# Paradoxopsyllus alatau
Paradoxopsyllus alatau är en loppart som beskrevs av Shvarts 1953. Paradoxopsyllus alatau ingår i släktet Paradoxopsyllus och familjen smågnagarloppor. Inga underarter finns listade i Catalogue of Life.